# Érondelle
Érondelle és un municipi francès situat al departament del Somme i a la regió dels Alts de França. L'any 2007 tenia 505 habitants.

## Demografia

### Població
El 2007 la població de fet d'Érondelle era de 505 persones. Hi havia 172 famílies de les quals 20 eren unipersonals (12 homes vivint sols i 8 dones vivint soles), 60 parelles sense fills i 92 parelles amb fills.
La població ha evolucionat segons el següent gràfic:
Habitants censats

### Habitatges

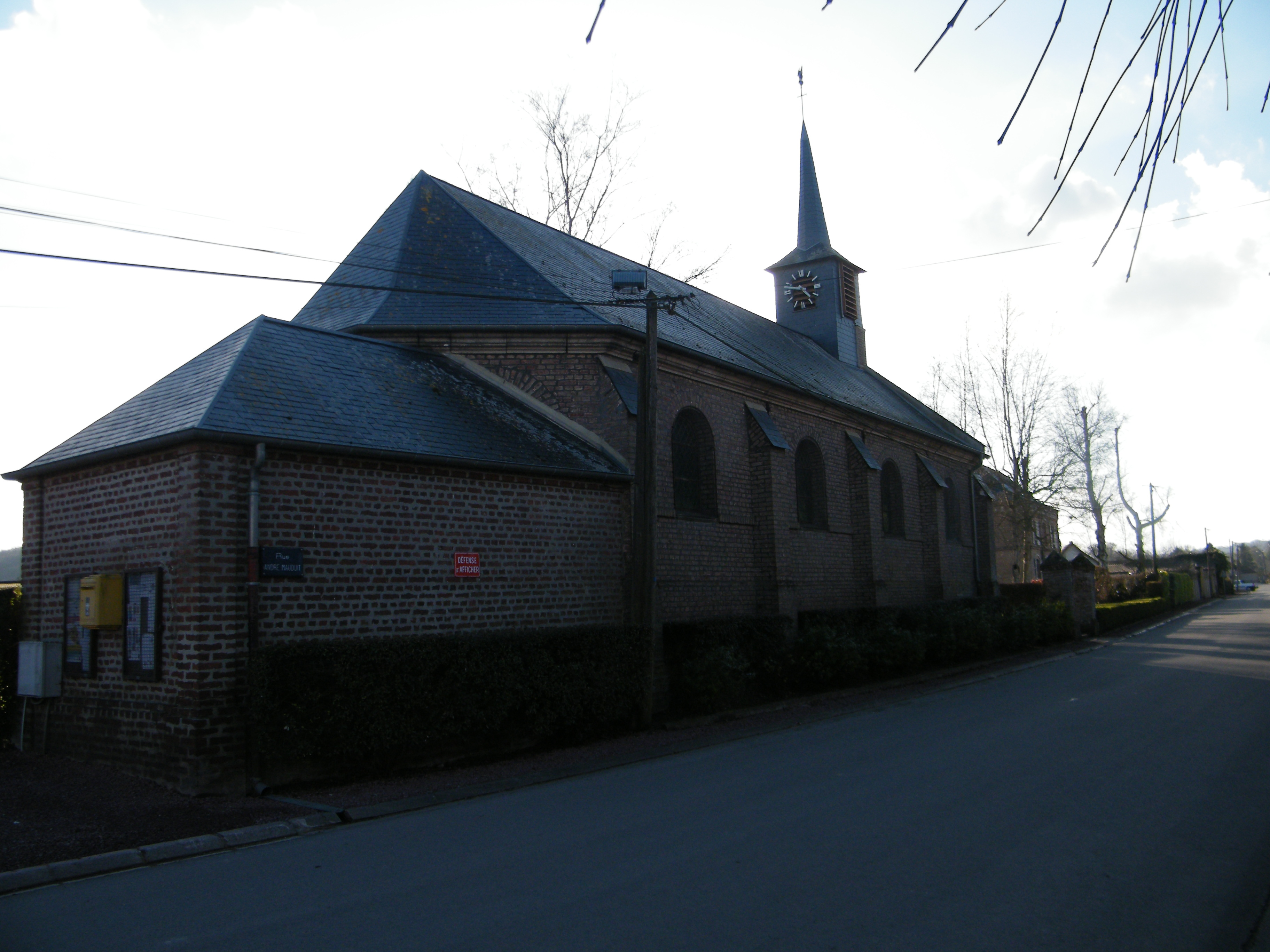
església

El 2007 hi havia 201 habitatges, 175 eren l'habitatge principal de la família, 13 eren segones residències i 13 estaven desocupats. Tots els 199 habitatges eren cases. Dels 175 habitatges principals, 163 estaven ocupats pels seus propietaris, 10 estaven llogats i ocupats pels llogaters i 2 estaven cedits a títol gratuït; 8 tenien dues cambres, 14 en tenien tres, 41 en tenien quatre i 112 en tenien cinc o més. 158 habitatges disposaven pel capbaix d'una plaça de pàrquing. A 51 habitatges hi havia un automòbil i a 109 n'hi havia dos o més.

### Piràmide de població

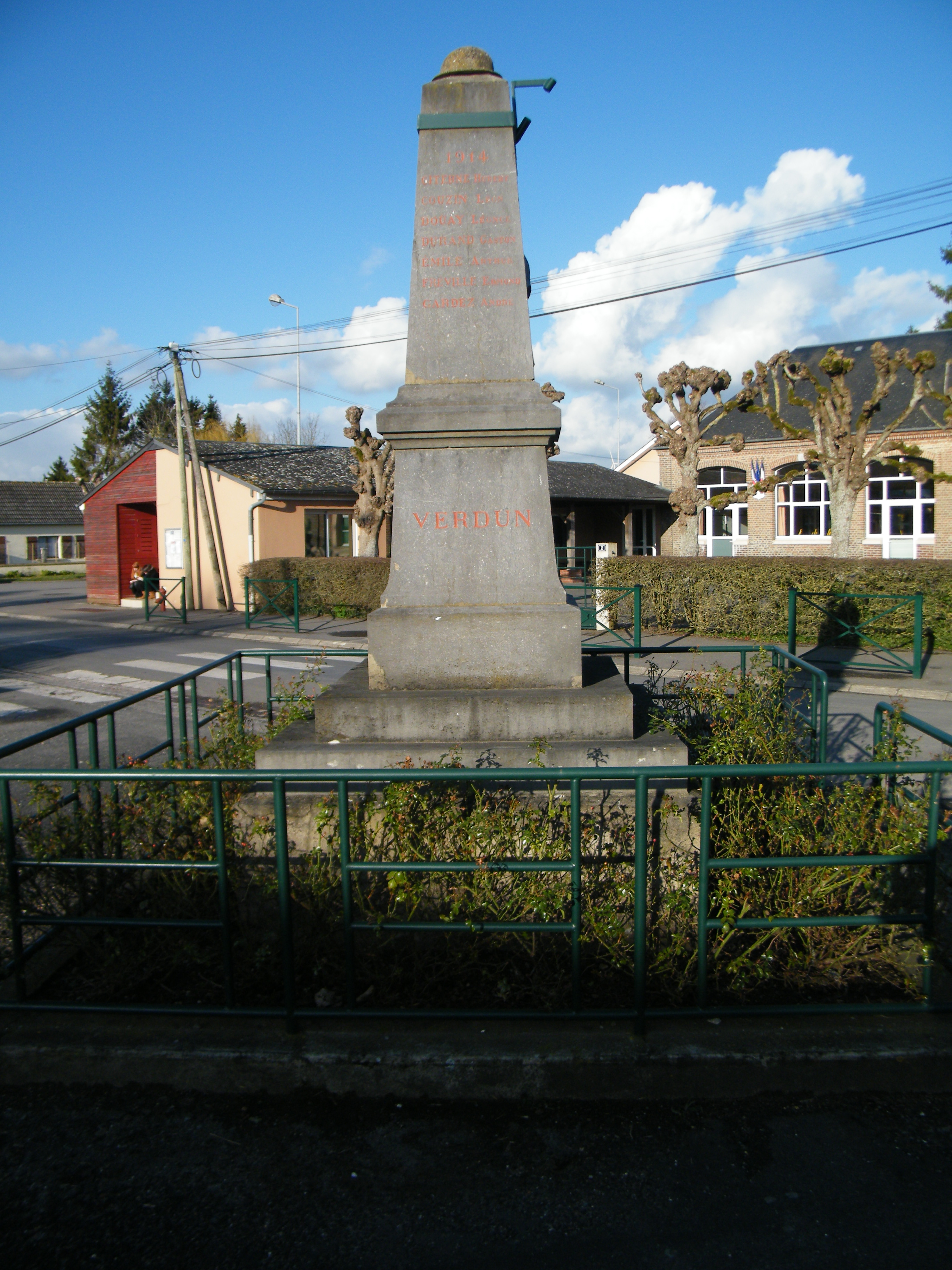

La piràmide de població per edats i sexe el 2009 era:
| Homes | Edats   | Dones |
| ----- | ------- | ----- |
| 0     | 95 o +  | 0     |
| 2     | 90 a 94 | 1     |
| 3     | 85 a 89 | 4     |
| 3     | 80 a 84 | 4     |
| 0     | 75 a 79 | 7     |
| 8     | 70 a 74 | 3     |
| 13    | 65 a 69 | 6     |
| 6     | 60 a 64 | 9     |
| 11    | 55 a 59 | 10    |
| 13    | 50 a 54 | 13    |
| 25    | 45 a 49 | 21    |
| 15    | 40 a 44 | 16    |
| 16    | 35 a 39 | 21    |
| 16    | 30 a 34 | 15    |
| 16    | 25 a 29 | 6     |
| 12    | 20 a 24 | 15    |
| 28    | 15 a 19 | 24    |
| 14    | 10 a 14 | 18    |
| 9     | 5 a 9   | 11    |
| 6     | 0 a 4   | 14    |

## Economia
El 2007 la població en edat de treballar era de 338 persones, 262 eren actives i 76 eren inactives. De les 262 persones actives 230 estaven ocupades (129 homes i 101 dones) i 32 estaven aturades (13 homes i 19 dones). De les 76 persones inactives 31 estaven jubilades, 19 estaven estudiant i 26 estaven classificades com a «altres inactius».

### Ingressos

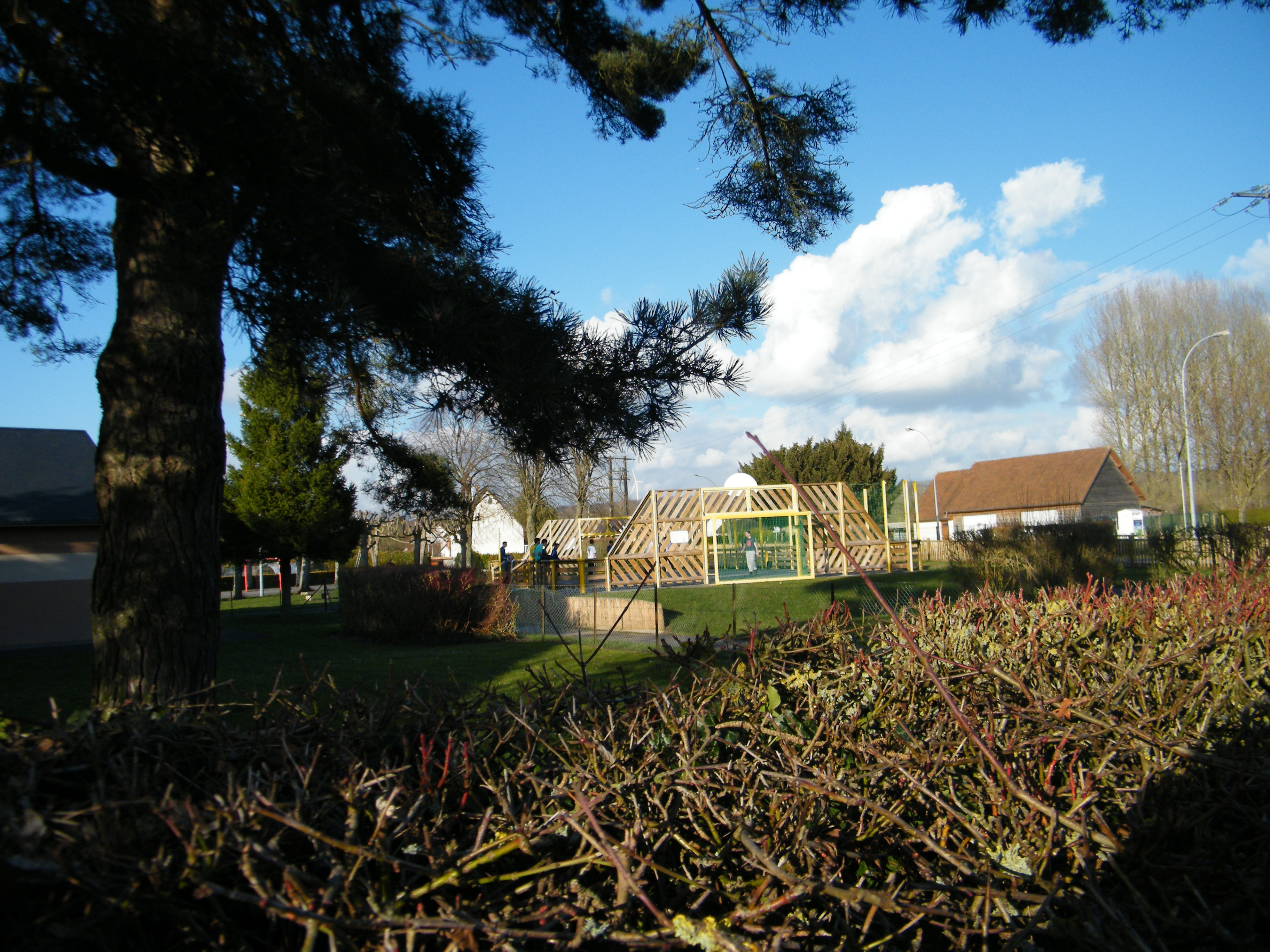

El 2009 a Érondelle hi havia 182 unitats fiscals que integraven 485 persones, la mediana anual d'ingressos fiscals per persona era de 16.035 €.

### Activitats econòmiques
Dels 3 establiments que hi havia el 2007, 1 era d'una empresa de construcció, 1 d'una empresa financera i 1 d'una empresa classificada com a «altres activitats de serveis».
L'únic servei als particulars que hi havia el 2009 era un paleta.
L'any 2000 a Érondelle hi havia 5 explotacions agrícoles.

## Equipaments sanitaris i escolars
El 2009 hi havia una escola elemental integrada dins d'un grup escolar amb les comunes properes formant una escola dispersa.

## Poblacions més properes
El següent diagrama mostra les poblacions més properes.